# Conti di Pombia
I conti di Pombia sono una famiglia comitale del Medioevo, che prese il nome dal castello di Pombia, in provincia di Novara.

## Storia della famiglia
La famiglia dei conti di Pombia ha avuto probabilmente origine da un gruppo parentale originario della zona di Vienne in Provenza, giunto in Italia nella prima metà del X secolo durante il regno di Ugo di Provenza, e stabilitosi nel territorio di Caltignaga nel novarese. Appartenevano a questa famiglia Gariardo (detto anche Gaddo) e suo fratello Ugo, figli di un certo Ribaldo de loco Calteniaga morto antecedentemente al 958; da questo ramo della famiglia discese poi Gisolfo II da Caltignaga, vissuto nella seconda metà dell'XI secolo, che diede origine alla famiglia novarese dei Confalonieri (Confanonerii). Un altro ramo di questo gruppo parentale (del quale non si conoscono i rapporti di parentela con il primo), è quello di Ildeprando da Caltignaga, con i figli Riccardo, Ademario e Ratburno; dal primo dei suoi figli, Riccardo, discende probabilmente quell'Ildeprando, morto prima del 1013 che costituisce il capostipite certo dei conti di Pombia.
Non sono sostenute invece da alcuna evidenza documentaria le ipotesi dell'esistenza di legami di parentela della famiglia dei conti di Pombia con Arduino d'Ivrea e suo padre Dadone di Pombia, sostenute da alcuni storici del XIX secolo. Però è possibile che vi fossero connessioni genealogiche tra gli Arduinici e i conti di Pombia (e i conti di Biandrate) nell'XI secolo.
Dalla famiglia dei conti di Pombia nell'XI secolo, discesero tre importanti famiglie comitali: i conti da Castello, i conti di Biandrate, i conti del Canavese e i conti San Martino di Strambino.

## Albero genealogico
|                                                         |                                                         |                                    |                                    |                    |                                                               |                                                               |                                                                    |                                                                    |                                          |                   |                   |                                     |                                     |                         |
|                                                         |                                                         |                                    | Ildeprando I *? †ante 1013         |                    |                                                               |                                                               |                                                                    |                                                                    |                                          |                   |                   |                                     |                                     |                         |
|                                                         |                                                         |                                    |                                    |                    |                                                               |                                                               |                                                                    |                                                                    |                                          |                   |                   |                                     |                                     |                         |
|                                                         |                                                         |                                    |                                    |                    |                                                               |                                                               |                                                                    |                                                                    |                                          |                   |                   |                                     |                                     |                         |
| Riccardo I Conte di Pombia *998 †ante 1023 ⚭ Gualderada | Riccardo I Conte di Pombia *998 †ante 1023 ⚭ Gualderada |                                    | Gualberto *? †1039                 | Gualberto *? †1039 |                                                               |                                                               | Uberto I Conte di Pombia *991 †ante 1034 ⚭ Immilla o Immigla *? †? | Uberto I Conte di Pombia *991 †ante 1034 ⚭ Immilla o Immigla *? †? |                                          |                   |                   |                                     |                                     |                         |
|                                                         |                                                         |                                    |                                    |                    |                                                               |                                                               |                                                                    |                                                                    |                                          |                   |                   |                                     |                                     |                         |
|                                                         |                                                         |                                    |                                    |                    |                                                               |                                                               |                                                                    |                                                                    |                                          |                   |                   |                                     |                                     |                         |
| Riccardo II *1010 †1028 ⚭ Anselda *? †?                 | Riccardo II *1010 †1028 ⚭ Anselda *? †?                 | Adalberto Conte di Pombia *? †1050 | Adalberto Conte di Pombia *? †1050 |                    | Uberto II Conte di Pombia *1016 †ante 1034 ⚭ Perengarda *? †? | Uberto II Conte di Pombia *1016 †ante 1034 ⚭ Perengarda *? †? |                                                                    | Guido I Conte di Pombia *1025 †ante 1070                           | Guido I Conte di Pombia *1025 †ante 1070 | Riprando *? †1053 | Riprando *? †1053 | Gisla *? †ante 1049 ⚭ Rodolfo *? †? | Gisla *? †ante 1049 ⚭ Rodolfo *? †? |                         |
|                                                         |                                                         |                                    |                                    |                    |                                                               |                                                               |                                                                    |                                                                    |                                          |                   |                   |                                     |                                     |                         |
|                                                         |                                                         |                                    |                                    |                    |                                                               |                                                               |                                                                    |                                                                    |                                          |                   |                   |                                     |                                     |                         |
|                                                         |                                                         | · Conti da Castello                | · Conti da Castello                | Guido viv.1034     | Guido viv.1034                                                | Ottone *1034 †ante 1093                                       | Ottone *1034 †ante 1093                                            | Guido II *? †ante 1083                                             | Guido II *? †ante 1083                   |                   | Dionigi *? †1077  | Dionigi *? †1077                    | Nantelino *? †ante 1049             | Nantelino *? †ante 1049 |
|                                                         |                                                         |                                    |                                    |                    |                                                               |                                                               |                                                                    |                                                                    |                                          |                   |                   |                                     |                                     |                         |
|                                                         |                                                         |                                    |                                    |                    |                                                               |                                                               |                                                                    |                                                                    |                                          |                   |                   |                                     |                                     |                         |
|                                                         |                                                         |                                    |                                    |                    |                                                               | · Conti di Biandrate                                          | · Conti di Biandrate                                               | · Conti del Canavese                                               | · Conti del Canavese                     |                   |                   |                                     |                                     |                         |